# Ettore Zini (calciatore 1907)
Ettore Zini (Livorno, 23 dicembre 1907 – 13 gennaio 1987) è stato un allenatore di calcio e calciatore italiano, di ruolo ala.